# Olympische Sommerspiele 2008/Teilnehmer (Madagaskar)
| Gelbes Symbol für Goldmedaillen mit stilisierten Olympischen Ringen | Graues Symbol für Silbermedaillen mit stilisierten Olympischen Ringen | Braundes Symbol für Bronzemedaillen mit stilisierten Olympischen Ringen |
| ------------------------------------------------------------------- | --------------------------------------------------------------------- | ----------------------------------------------------------------------- |
| —                                                                   | —                                                                     | —                                                                       |

Madagaskar nahm bei den Olympischen Spielen 2008 in Peking zum zehnten Mal an Olympischen Sommerspielen teil. Die Delegation umfasste sechs Athleten.

## Teilnehmer nach Sportarten

### Boxen
- Jean de Dieu Soloniaina
Männer, bis 60 kg: in der 1. Runde ausgeschieden

### Judo
- Elie Norbert
Männer, bis 60 kg: in der 1. Runde ausgeschieden

### Leichtathletik
- Joseph-Berlioz Randriamihaja
Männer, 110 m Hürden: in den Vorläufen ausgeschieden
- Harifidy Nirina Ramilijaona
Männer, 100 m:

### Schwimmen
- Tojohanitra Andriamanjatoarimanana
Frauen, 50 m Freistil: in den Vorläufen ausgeschieden
- Erik Rajohnson
Männer, 100 m Brust: in den Vorläufen ausgeschieden